# Entada mannii
Entada mannii là một loài thực vật có hoa trong họ Đậu. Loài này được (Oliv.) Tisser. miêu tả khoa học đầu tiên.